# HT de la Verge
HT de la Verge (HT Virginis) és un sistema estel·lar a la constel·lació de la Verge, Virgo. S'hi troba a 212 anys llum de distància del sistema solar.
En un primer enfocament, HT apareix com un binari visual, duplicitat que va ser descoberta per Wilhelm Struve el 1830, i la separació observada llavors va ser de 1,4 segons d'arc. Cadascuna de les components visuals és alhora seu un binari proper, cosa que converteix HT de la Verge en un sistema estel·lar quàdruple.
El parell més estudiat dels dos (HT de la Verge B) constitueix un binari de contacte; les components estan tan a prop entre si que comparteixen les capes exteriors, i el seu període orbital és de només 0,4077 dies (9,78 hores). Els dos estels són molt similars, amb temperatures respectives de 6.100 i 6.075 K, i una relació entre les seves masses de q = 0,812. El tipus espectral de l'estel principal és F8V i la massa conjunta d'ambdós és 2,3 vegades major que la massa solar. La seua metal·licitat se situa entorn del 80 % del Sol. És una variable W Ursae Majoris la lluentor de la qual oscil·la entre magnitud aparent +7,06 i +7,48.
L'altre parell (HT de la Verge A) el forma un binari espectroscòpic amb un període orbital de 32,45 dies. De lluentor intermèdia entre el màxim i el mínim de l'altre binari, la seva massa conjunta pot ser de 2,10 masses solars, si bé els paràmetres d'aquest parell no són ben coneguts.
L'òrbita amb la qual HT de la Verge A s'hi mou respecte a HT de la Verge B és molt excèntrica (ε = 0,640). Cadascun d'ells completa una volta cada 260,7 anys.